# 阿富汗—挪威關係
阿富汗在奧斯陸設有大使館。 挪威則在喀布爾設有大使館。
據統計，有 10,475 名阿富汗人居住在挪威。 住在阿富汗的挪威人未統計，且挪威外交部不鼓勵挪威人前往阿富汗。挪威參加了國際安全援助部隊，並繼續參加阿富汗戰爭中的堅決支持任務。

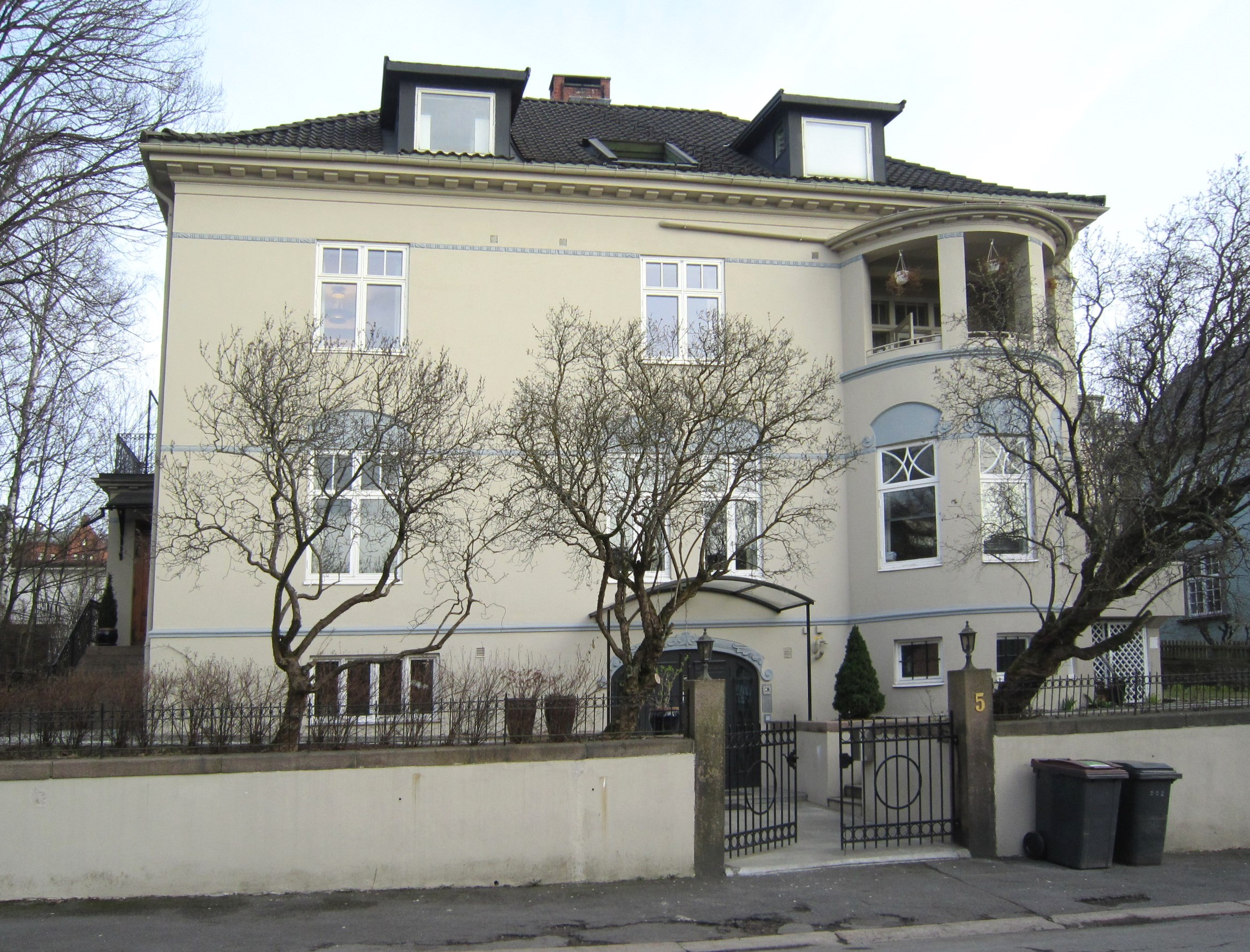
阿富汗駐挪威奧斯陸大使館

## 資料來源
1. ↑  挪威统计局 - Persons with immigrant background by immigration category and country background. 1 January 2010 的存檔，存档日期October 28, 2010，.
2. ↑  Bergens Tidende - Dit du ikke bør reise 的存檔，存档日期2009-12-28.